# لويس سواريز فرنانديز
لويس سواريز فرنانديز (بالإسبانية: Luis Suárez Fernández) هو بروفيسور ومؤرخ وسياسي إسباني، ولد في 25 يونيو 1924 في خيخون في إسبانيا. انتخب عميد جامعة بلد الوليد ‏ وانتخب عضو المحاكم الفرانكوية ‏.